# دوغ هايوارد
دوغ هايوارد (بالإنجليزية: Doug Hayward)‏ هو مصمم أزياء بريطاني، ولد في 5 أكتوبر 1934 في كنزينغتون في المملكة المتحدة، وتوفي في 26 أبريل 2008 في لندن في المملكة المتحدة.

## وصلات خارجية
- دوغ هايوارد على موقع IMDb (الإنجليزية)